# 1600 (numero)
Milleseicento (1600) è il numero naturale dopo il 1599 e prima del 1601.

## Proprietà matematiche
- È un numero pari.
- È un numero composto da 21 divisori: 1, 2, 4, 5, 8, 10, 16, 20, 25, 32, 40, 50, 64, 80, 100, 160, 200, 320, 400, 800, 1600. Poiché la somma dei suoi divisori (escluso il numero stesso) è 2337 > 1600, è un numero abbondante.
- È un quadrato perfetto (1600 = 402).
- È un numero potente.
- È esprimibile in un solo modo come somma di due quadrati: 1600 = 576 + 1024 = 242 + 322.
- È un numero palindromo e un numero a cifra ripetuta nel sistema posizionale a base 7 (4444).
- È un numero semiperfetto in quanto pari alla somma di alcuni (o tutti) i suoi divisori.
- È un numero pratico.
- È un numero odioso.
- È parte delle terne pitagoriche  (360, 1600, 1640), (399, 1600, 1649), (448, 1536, 1600), (738, 1600, 1762), (780, 1600, 1780), (960, 1280, 1600), (1200, 1600, 2000), (1600, 1680, 2320), (1600, 2244, 2756), (1600, 2310, 2810), (1600, 3000, 3400), (1600, 3840, 4160), (1600, 4872, 5128), (1600, 4995, 5245), (1600, 6300, 6500), (1600, 7920, 8080), (1600, 9936, 10064), (1600, 12750, 12850), (1600, 15960, 16040), (1600, 19968, 20032), (1600, 25575, 25625), (1600, 31980, 32020), (1600, 39984, 40016), (1600, 63990, 64010), (1600, 79992, 80008), (1600, 127995, 128005), (1600, 159996, 160004), (1600, 319998 320002), (1600, 639999, 640001).

## Astronomia
- 1600 Vyssotsky è un asteroide della fascia principale del sistema solare.
- NGC 1600 è una galassia ellittica nella costellazione di Eridano.

## Astronautica
- Cosmos 1600 è un satellite artificiale russo.

## Altri ambiti
- 1600 Penn è una serie televisiva statunitense creata per il network NBC,